# Liste der Monuments historiques in Bazailles
Die Liste der Monuments historiques in Bazailles führt die Monuments historiques in der französischen Gemeinde Bazailles auf.

## Liste der Objekte
| Bezeichnung                   | Beschreibung                                                                                             | Standort                             | Kennzeichnung | Schutzstatus | Datum | Bild |
| ----------------------------- | --- | ------------------------------------ | ------------- | ------------ | ----- | ---- |
| Skulptur Christus in der Rast | Stein, farbig gefasst, Anfang des 16. Jahrhunderts                                                       | außen an der Kirche St-Martin (Lage) | PM54000051    | Classé       | 1955  |      |
| Skulptur Madonna mit Kind     | Eichenholz, farbig gefasst und vergoldet, um 1700                                                        | in der Kirche St-Martin (Lage)       | PM54001398    | Inscrit      | 1996  |      |
| Kelch und Patene              | Silber, vergoldet, Mitte des 18. Jahrhunderts                                                            | in der Kirche St-Martin (Lage)       | PM54001396    | Inscrit      | 1996  |      |
| Hauptaltar                    | Altartisch mit Altaraufbau, Tabernakel und Exposition; Eichenholz, farbig gefasst und vergoldet, um 1700 | in der Kirche St-Martin (Lage)       | PM54001397    | Inscrit      | 1996  |      |
| Skulptur Heilige Barbara      | Eichenholz, farbig gefasst, um 1700                                                                      | in der Kirche St-Martin (Lage)       | PM54001399    | Inscrit      | 1996  |      |
| Skulptur Johannes der Täufer  | Eichenholz, farbig gefasst und vergoldet, um 1700                                                        | in der Kirche St-Martin (Lage)       | PM54001400    | Inscrit      | 1996  |      |
| Skulptur Heiliger Martin      | Eichenholz, farbig gefasst und vergoldet, um 1700                                                        | in der Kirche St-Martin (Lage)       | PM54001401    | Inscrit      | 1996  |      |